# Zonsverduistering van 15 april 136 v.Chr.

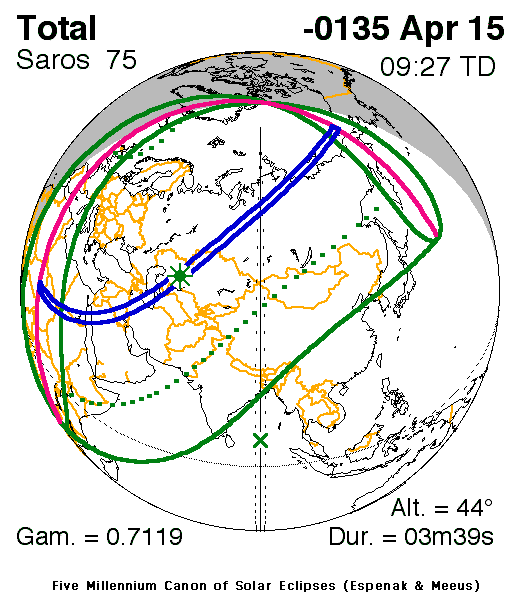

Er worden in het British Museum twee kleitabletten uit Babylonië bewaard waarop de eclips beschreven is. Beide zijn beschadigd, maar samen geven ze een volledige beschrijving van de waarnemingen:

(Jaar) 175, maand XII2, de 29e dag, op 24 tijdsgraden na zonsopgang: een zonsverduistering. Toen zij aan de zuidwestkant begon was zij geheel totaal in 18 tijdsgraden van de dag. Venus, Mercurius en de Normale Sterren waren zichtbaar; Jupiter en Mars, die in hun periode van onzichtbaarheid waren, waren tijdens de verduistering zichtbaar. Het wierp (de schaduw) van zuidwest naar noordoost. Op 35 tijdsgraden (duur) vanaf het begin was er maximale fase in de verduistering. Tijdens de eclips de noordelijke wind.

Het jaar 175 slaat op de Seleucidische jaartelling en komt overeen met 136 v.Chr. De Babylonische kalender van deze tijd is goed genoeg bekend dat de datum 15 april moet zijn.
De tijdsgraden waarin men tijd indeelde, werden waarschijnlijk gemeten met een clepsydra (een waterklok). Een tijdsgraad kwam overeen met vier minuten en zo kan de lengte van de verduistering en het begin en einde ervan precies bepaald worden. Verder is het duidelijk dat de verduistering totaal was. Zelfs Jupiter en Mars, die dicht genoeg bij de zon stonden dat ze anders niet zichtbaar waren konden nu gezien worden.
Indien men terugrekent zonder rekening te houden met veranderingen in de rotatiesnelheid van de aarde zou deze verduistering inderdaad wel op deze datum plaatsgevonden hebben. Maar de eclips zou nauwelijks in Babylonië zichtbaar geweest zijn en zeker niet totaal geweest zijn, omdat de baan van de totaliteit zo'n 50 lengtegraden naar het westen gelegen zou hebben, over Marokko en de Balearen, Frankrijk in.
Hieruit is het cumulatieve tijdverschil ΔT te berekenen dat het gevolg is van de verandering in rotatiesnelheid van de aarde. De tabletten geven zelfs drie meetpunten: begin, maximum en einde. De  ΔT-waarden zijn 12.600, 12.100 en 12.250 seconden tijdsverschil respectievelijk. Verder geeft de 50 graden verschuiving ook nog een waarde van  tussen ΔT= 11.200 en ΔT= 12.150 seconde.